# Vpijati
Vpijáti (znanstveno ime Coraciiformes) so red ptic, za katere je značilno, da imajo tri nožne prste obrnjene naprej in enega nazaj, pri čemer sta tretji in četrti prst zraščena pri bazi (t. i. sindaktilija). Pogosto so živopisanih barv.
Večina predstavnikov živi v Starem svetu, v Novem svetu je razširjenih le nekaj vrst todijev, motmotov in vodomcev. V Sloveniji živijo predstavniki treh družin vpijatov: vodomci, legati in zlatovranke.
Včasih so k vpijatom prištevali tudi smrdokavro, ki po novem sodi h kljunorožcem.

## Sistematika
177 znanih vrst vpijatov združujemo v 35 rodov, te pa v šest družin.
- Družina zlatovranke (Coraciidae)
  - Rod Coracias - zlatovranke
    - zlatovranka (Coracias garrulus)
    - abesinska zlatovranka (Coracias abyssinica)
    - lastovičja zlatovranka (Coracias caudatus)
    - lopatasta zlatovranka (Coracias spatulatus)
    - progasta zlatovranka (Coracias naevius)
    - indijska zlatovranka (Coracias benghalensis)
    - modrovranka (Coracias temminckii)
    - beloglava modrovranka (Coracias cyanogaster)

  - Rod Eurystomus - krokarice
    - cimetasta krokarica (Eurystomus glaucurus)
    - modrogrla krokarica (Eurystomus gularis)
    - zelena krokarica (Eurystomus orientalis)
    - azurna krokarica (Eurystomus azureus)
- Družina zemljovranke (Brachypteraciidae)
  - Rod Brachypteracias - zemljovranke
    - zemljovranka (Brachypteracias leptosomus)

  - Rod Geobiastes - luskovranke
    - luskovranka (Geobiastes squamiger)

  - Rod Atelornis - pitovranke
    - modroglava pitovranka (Atelornis pittoides)
    - bradata pitovranka (Atelornis crossleyi)

  - Rod Uratelornis - fazankovranke
    - fazankovranka (Uratelornis chimaera)
- Družina motmoti (Motmotidae)
  - Rod Hylomanes - mali motmoti
    - mali motmot (Hylomanes momotula)

  - Rod Aspatha - modrogrli motmoti
    - modrogrli motmot (Aspatha gularis)

  - Rod Electron - širokokljuni motmoti
    - širokokljuni motmot (Electron platyrhynchum)
    - modroobrvi motmot (Electron carinatum)

  - Rod Eumomota - gizdavi motmoti
    - gizdavi motmot (Eumomota superciliosa)

  - Rod Baryphthengus - rjavi motmoti
    - cimetasti motmot (Baryphthengus martii)
    - rjasti motmot (Baryphthengus ruficapillus)

  - Rod Momotus - motmoti
    - čebelarski motmot (Momotus mexicanus)
    - modrokroni motmot (Momotus coeruliceps)
    - diademski motmot (Momotus lessonii)
    - karamelni motmot (Momotus subrufescens)
    - trinidadski motmot (Momotus bahamensis)
    - amazonski motmot (Momotus momota)
    - gorski motmot (Momotus aequatorialis)
- Družina todiji (Todidae)
  - Rod Todus - todiji
    - kubanski todi (Todus multicolor)
    - gorski todi (Todus angustirostris)
    - portoriški todi (Todus mexicanus)
    - jamajški todi (Todus todus)
    - rečni todi (Todus subulatus)
- Družina vodomci (Alcedinidae)
  - Rod Alcedo - vodomci
    - veliki vodomec (Alcedo hercules)
    - vodomec (Alcedo atthis)
    - turkizni vodomec (Alcedo semitorquata)
    - bleščeči vodomec (Alcedo quadribrachys)
    - mangrovski vodomec (Alcedo meninting)
    - gozdni vodomec (Alcedo euryzona)
    - sinji vodomec (Alcedo coerulescens)

  - Rod Ceyx - triprsti vodomci
    - azurni vodomec (Ceyx azureus)
    - otoški vodomec (Ceyx websteri)
    - pasasti vodomec (Ceyx cyanopectus)
    - srebrni vodomec (Ceyx argentatus)
    - pritlikavi vodomec (Ceyx pusillus)
    - moluški vodomec (Ceyx lepidus)
    - triprsti vodomec (Ceyx erithaca)
    - filipinski vodomec (Ceyx melanurus)
    - sulavezijski vodomec (Ceyx fallax)
    - spremenljivi vodomec (Ceyx margarethae)
    - sulški vodomec (Ceyx wallacii)
    - buruški vodomec (Ceyx cajeli)
    - papuanski vodomec (Ceyx solitarius)
    - admiralski vodomec (Ceyx dispar)
    - novoirski vodomec (Ceyx mulcatus)
    - novobritanski vodomec (Ceyx sacerdotis)
    - žalobni vodomec (Ceyx meeki)
    - vijoličasti vodomec (Ceyx collectoris)
    - malaitski vodomec (Ceyx malaitae)
    - guadalkanalski vodomec (Ceyx nigromaxilla)
    - modrobeli vodomec (Ceyx gentianus)
    - platinasti vodomec (Ceyx flumenicola)

  - Rod Corythornis - čopasti vodomci
    - čopasti vodomec (Corythornis cristatus)
    - madagaskarski vodomec (Corythornis vintsioides)
    - džungelski vodomec (Corythornis leucogaster)
    - oranžni vodomec (Corythornis madagascariensis)

  - Rod Ispidina - vodomčki
    - travniški vodomček (Ispidina picta)
    - gozdni vodomček (Ispidina lecontei)

  - Rod Lacedo - tigrasti lovači
    - tigrasti lovač (Lacedo pulchella)

  - Rod Dacelo - lovači
    - veliki lovač (Dacelo novaeguineae)
    - kričavi lovač (Dacelo leachii)
    - pegasti lovač (Dacelo tyro)
    - rjasti lovač (Dacelo gaudichaud)

  - Rod Clytoceyx - žabjekljunci
    - žabjekljunec (Clytoceyx rex)

  - Rod Cittura - zakrinkani lovači
    - zakrinkani lovač (Cittura cyanotis)

  - Rod Pelargopsis - štorkljekljunci
    - rjavoperuti štorkljekljunec (Pelargopsis amauroptera)
    - obalni štorkljekljunec (Pelargopsis capensis)
    - sajasti štorkljekljunec (Pelargopsis melanorhyncha)

  - Rod Halcyon - gozdomci
    - rdeči gozdomec (Halcyon coromanda)
    - kakavni gozdomec (Halcyon badia)
    - izmirski gozdomec (Halcyon smyrnensis)
    - črnoglavi gozdomec (Halcyon pileata)
    - javanski gozdomec (Halcyon cyanoventris)
    - sivoglavi gozdomec (Halcyon leucocephala)
    - sinji gozdomec (Halcyon senegalensis)
    - mangrovski gozdomec (Halcyon senegaloides)
    - džungelski gozdomec (Halcyon malimbica)
    - poljski gozdomec (Halcyon albiventris)
    - progasti gozdomec (Halcyon chelicuti)

  - Rod Todiramphus - smaragdni gozdomci
    - safirasti gozdomec (Todiramphus nigrocyaneus)
    - opalni gozdomec (Todiramphus winchelli)
    - azuritni gozdomec (Todiramphus diops)
    - lazulitni gozdomec (Todiramphus lazuli)
    - akvamarinski gozdomec (Todiramphus macleayii)
    - iolitni gozdomec (Todiramphus albonotatus)
    - ametistni gozdomec (Todiramphus leucopygius)
    - topazni gozdomec (Todiramphus farquhari)
    - puščavski gozdomec (Todiramphus pyrrhopygius)
    - ploskokljuni gozdomec (Todiramphus recurvirostris)
    - cirkonijski gozdomec (Todiramphus cinnamominus)
    - žalobni gozdomec (Todiramphus funebris)
    - smaragdni gozdomec (Todiramphus chloris)
    - indigolitni gozdomec (Todiramphus enigma)
    - morski gozdomec (Todiramphus saurophagus)
    - elbaitni gozdomec (Todiramphus australasia)
    - sveti gozdomec (Todiramphus sanctus)
    - tahitijski gozdomec (Todiramphus veneratus)
    - turmalinski gozdomec (Todiramphus ruficollaris)
    - žadasti gozdomec (Todiramphus tutus)
    - apatitni gozdomec (Todiramphus godeffroyi)
    - zlatokroni gozdomec (Todiramphus gambieri)
    - malahitni gozdomec (Todiramphus sordidus)
    - arhipelaški gozdomec (Todiramphus colonus)
    - marianski gozdomec (Todiramphus albicilla)
    - koralni gozdomec (Todiramphus tristrami)
    - nebesni gozdomec (Todiramphus sacer)
    - zlatoglavi gozdomec (Todiramphus pelewensis)
    - citrinski gozdomec (Todiramphus reichenbachii)
    - zlati gozdomec (Todiramphus gertrudae)

  - Rod Caridonax - prelestni gozdomci
    - prelestni gozdomec (Caridonax fulgidus)

  - Rod Melidora - kavljekljunci
    - kavljekljunec (Melidora macrorrhina)

  - Rod Actenoides - brkati gozdomci
    - brkati gozdomec (Actenoides bougainvillei)
    - žvižgajoči gozdomec (Actenoides concretus)
    - pegasti gozdomec (Actenoides lindsayi)
    - gorski gozdomec (Actenoides hombroni)
    - samotarski gozdomec (Actenoides monachus)
    - luskasti gozdomec (Actenoides princeps)

  - Rod Syma - rumenokljunci
    - mali rumenokljunec (Syma torotoro)
    - gorski rumenokljunec (Syma megarhyncha)

  - Rod Tanysiptera edenomci
    - mali edenomec (Tanysiptera hydrocharis)
    - svileni edenomec (Tanysiptera galatea)
    - širokorepi edenomec (Tanysiptera ellioti)
    - sinji edenomec (Tanysiptera riedelii)
    - smejavi edenomec (Tanysiptera carolinae)
    - loparjasti edenomec (Tanysiptera nympha)
    - rjasti edenomec (Tanysiptera danae)
    - belohrbti edenomec (Tanysiptera sylvia)
    - črnoglavi edenomec (Tanysiptera nigriceps)

  - Rod Megaceryle - veliki pasati
    - orjaški pasat (Megaceryle maxima)
    - čopasti pasat (Megaceryle lugubris)
    - kraljevi pasat (Megaceryle alcyon)
    - ovratniški pasat (Megaceryle torquata)

  - Rod Ceryle - pasati
    - črnobeli pasat (Ceryle rudis)

  - Rod Chloroceryle - zeleni pasati
    - amazonski pasat (Chloroceryle amazona)
    - zeleni pasat (Chloroceryle americana)
    - gozdni pasat (Chloroceryle inda)
    - pritlikavi pasat (Chloroceryle aenea)
- Družina legati (Meropidae)
  - Rod Nyctyornis - zeleni legati
    - rdečebradi legat (Nyctyornis amictus)
    - modrobradi legat (Nyctyornis athertoni)

  - Rod Meropogon - bradati legati
    - bradati legat (Meropogon forsteni)

  - Rod Merops - čebelarji
    - črni čebelar (Merops gularis)
    - safirasti čebelar (Merops muelleri)
    - rdečegrli čebelar (Merops bulocki)
    - rdečeglavi čebelar (Merops bullockoides)
    - mali čebelar (Merops pusillus)
    - močvirski čebelar (Merops variegatus)
    - gorski čebelar (Merops oreobates)
    - lastovičji čebelar (Merops hirundineus)
    - črnoglavi čebelar (Merops breweri)
    - somalijski čebelar (Merops revoilii)
    - zakrinkani čebelar (Merops albicollis)
    - smaragdni čebelar (Merops orientalis)
    - rjasti čebelar (Merops boehmi)
    - malajski čebelar (Merops viridis)
    - zeleni čebelar (Merops persicus)
    - olivni čebelar (Merops superciliosus)
    - bodičasti čebelar (Merops philippinus)
    - avstralski čebelar (Merops ornatus)
    - čebelar (Merops apiaster)
    - ogrličasti čebelar (Merops leschenaulti)
    - rožnati čebelar (Merops malimbicus)
    - rdeči čebelar (Merops nubicus)
    - škrlatni čebelar (Merops nubicoides)
    - modrobrki čebelar (Merops mentalis)